# Дюрран, Дженнифер
Дженнифер Дюрран (Jennifer Durrant, 17 июня 1942) — художница-абстракционистка.

## Творчество
Дженнифер Дюрран училась в Брайтонском колледже искусств с 1959 по 1963 и в Школе искусств Слейда в Лондоне с 1963 по 1966. Она путешествовала по США в 1972, где увлеклась творчеством Поллока, Горки, Ньюмана, Ротко, Мориса и Смита.
Работы Дюрран получили признание за «символический резонанс». Абстрактные формы, которые отличают её работы, часто предполагают природные процессы, но сопротивляются определению. Её творчество часто обсуждается с точки зрения духовности.
Дюрран участвовала в «The Journey: A Search for the Role of Contemporary Art in Religious and Spiritual Life» («Путешествие: поиск роли современного искусства в религиозной и духовной жизни») в 1990, во время которой одна из её работ «Arrival» демонстрировалась в Соборе Линкольна. Сама она сказала: «Я думаю, что живопись может быть как мандала — её использование может быть медитативным или созерцательным».

## Персональные выставки
| - 2008 Art First, Лондон - 1996 Francis Graham Dixon Gallery, Лондон - 1996 Friends Room, Royal Academy of Arts, Лондон - 1993 Salander-O’Reilly Galleries, Нью-Йорк | - 1992 Concourse Gallery, The Barbican, Лондон - 1992 Francis Graham Dixon Gallery, Лондон - 1989 Lynne Sterne Associates - 1988 Newlyn-Orion Gallery, Пензанс | - 1987 Serptentine Gallery, Лондон - 1986 Northern Centre for Contemporary Art, Сандерленд - 1985 Nicola Jacobs Gallery, Лондон |

## Публичные коллекции
- Arts Council of Great Britain
- British Council
- Contemporary Art Society
- Leicester Education Authority
- Museum of Fine Arts, Boston, Массачусетс
- Neue Galerie, Аахен, Германия
- Tate Gallery, Лондон
- The Government Art Collection
- Arthur Anderson
- ICI Millbank
- Melrose Film Production
- National Westminster Bank, Нью-Йорк
- Union Bank of Switzerland, Лондон